# Neoepiscardia sinica
Neoepiscardia sinica är en fjärilsart som beskrevs av Reinhardt Gaedike 1983. Neoepiscardia sinica ingår i släktet Neoepiscardia och familjen äkta malar. Inga underarter finns listade i Catalogue of Life.